# Bogen von Glanum

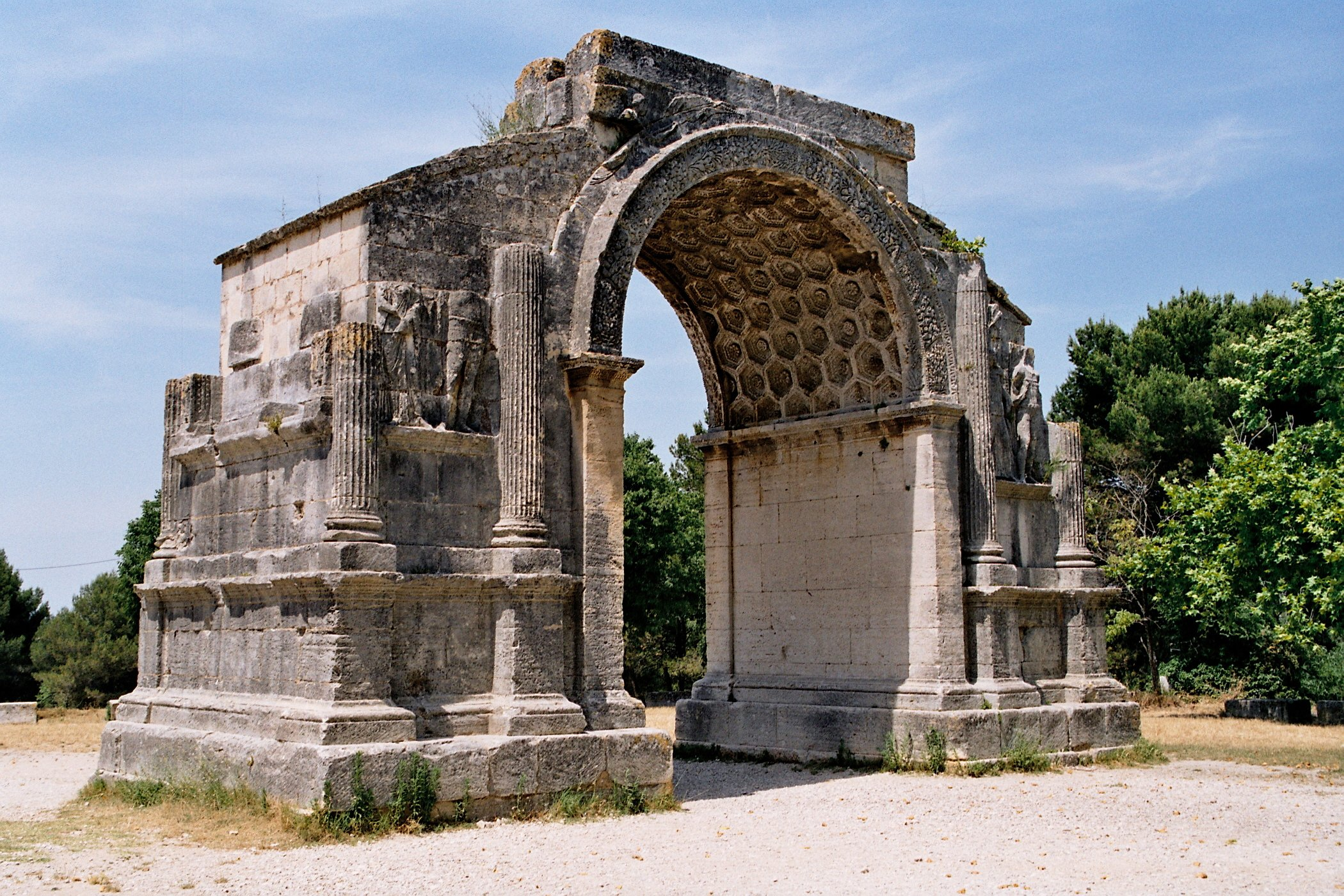
Bogen von Glanum

Der Bogen von Glanum (auch Triumph- oder Augustusbogen von Saint-Rémy, Triumph- oder Augustusbogen von Glanum) ist ein eintoriges Bogenmonument spätaugusteischer Zeit, das sich über der Straße von Ernaginum beim heutigen Saint-Gabriel nach Glanum bei Saint-Rémy-de-Provence erhob und den Beginn der antiken Stadt im Nordwesten markierte.

## Architektur
Der eintorige, aus lokalem Gestein errichtete Bogen hat eine erhaltene Höhe von 7,53 Metern, eine Breite von 12,41 Metern und eine Tiefe von 5,01 Metern. Der Durchgang hat eine Breite von 5,23 Metern und eine lichte Höhe von 6,81 Metern. Die Bogenpfeiler sind an den Fronten mit je zwei kannelierten Halbsäulen zuseiten des Durchgangs versehen, wobei die Ecksäulen als Dreiviertelsäulen auf die äußeren Schmalseiten des Bogens umgreifen. Die Halbsäulen stehen auf mit den Sockeln der Bogenpfeiler verkröpften Postamenten, besitzen attische Basen ohne Plinthe und waren wohl korinthischer Ordnung. Kapitelle sind nicht erhalten und in frühen Zeichnungen auch nicht dokumentiert.
Zwischen den Halbsäulen der Nordwest- und Südostfassaden des Bogens sind Reliefs mit der Darstellung gefesselter Barbaren in Begleitung weiterer Personen angebracht, die Bogenzwickel sind mit zur Bogenmitte schwebenden Victorien dekoriert. Die Archivolten sind mit üppig gefüllten Girlanden aus Früchten und Blättern geschmückt, ihre Unterseiten tragen vegetabilische Kandelaberranken. Wabenförmige, reich mit wechselnden Profilen dekorierte und mit zentralen Blüten versehene Kassettenfelder zieren die Bogenunterseite im Bereich des Durchgangs. Die Schmalseiten des Bogens wurden außen von Rankenpilastern zwischen den Dreiviertelsäulen gerahmt und wiesen jeweils zwei Nischen auf, in denen weitere, nicht erhaltene Reliefs oder Inschriftentafeln eingelassen waren.
Vom weiteren Aufbau sind keine Reste erhalten. Man setzt anderen Monumenten des Bautyps entsprechend eine Attika als oberen Abschluss voraus. Ob der Durchgangsbereich zusätzlich mit einem vorgeblendeten Dreiecksgiebel betont war, ist nicht zu klären.

Ansichten und Architekturdetails
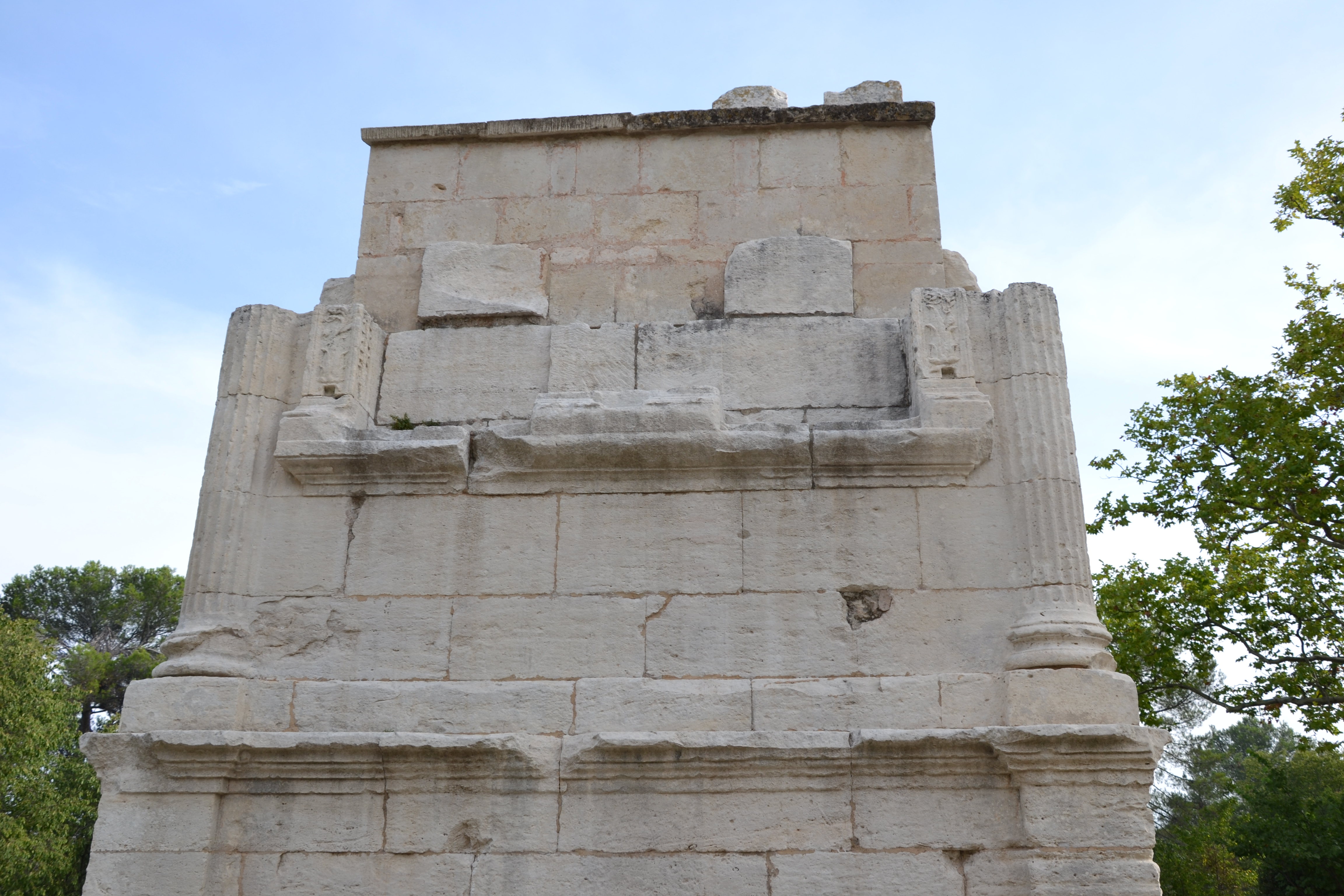
Seitenansicht
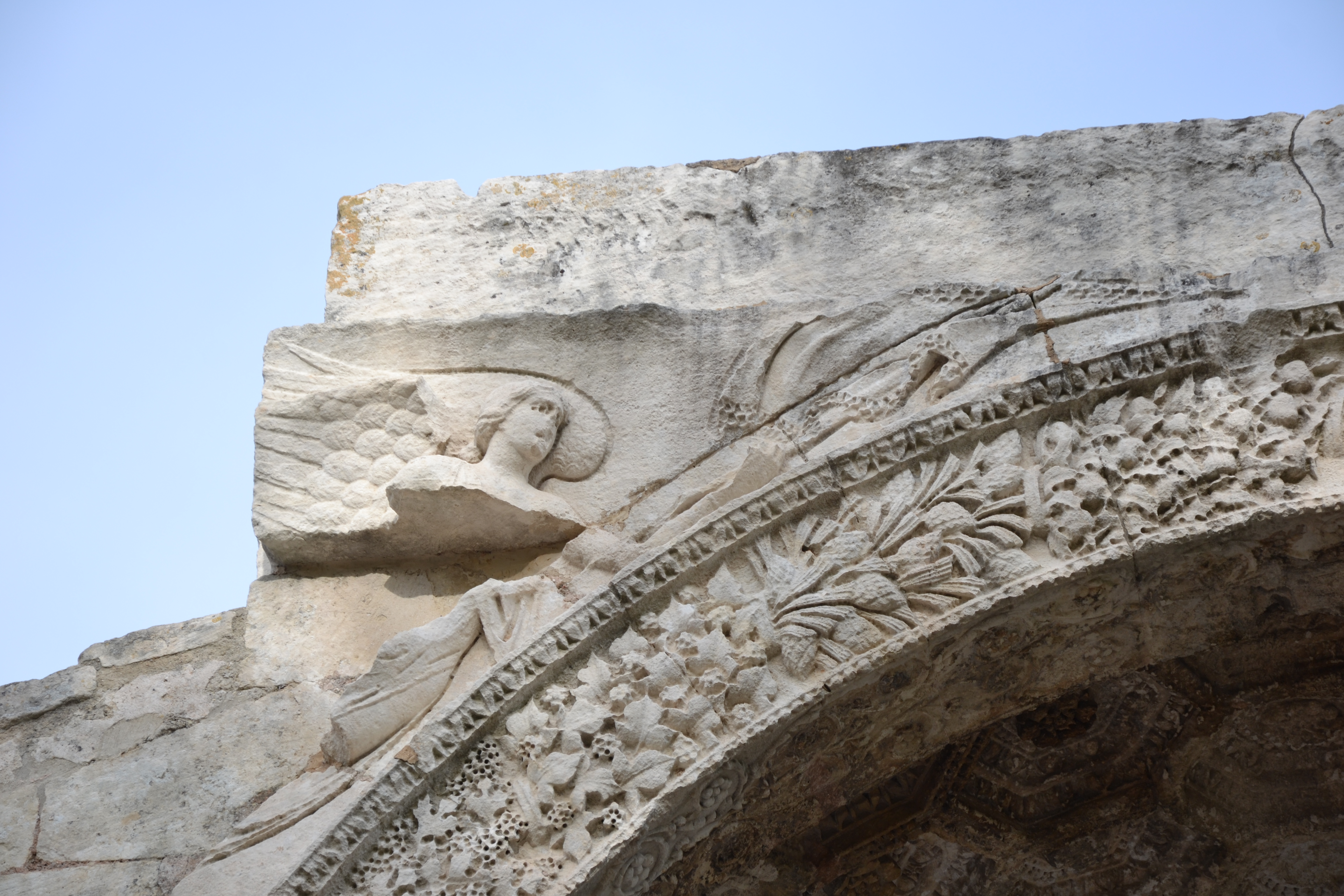
Archivolte und Victoria der Südostfassade
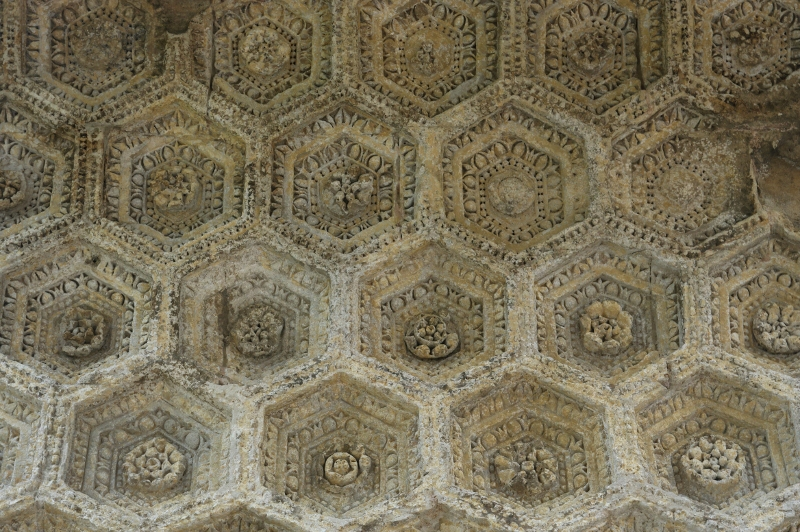
Kassettendecke
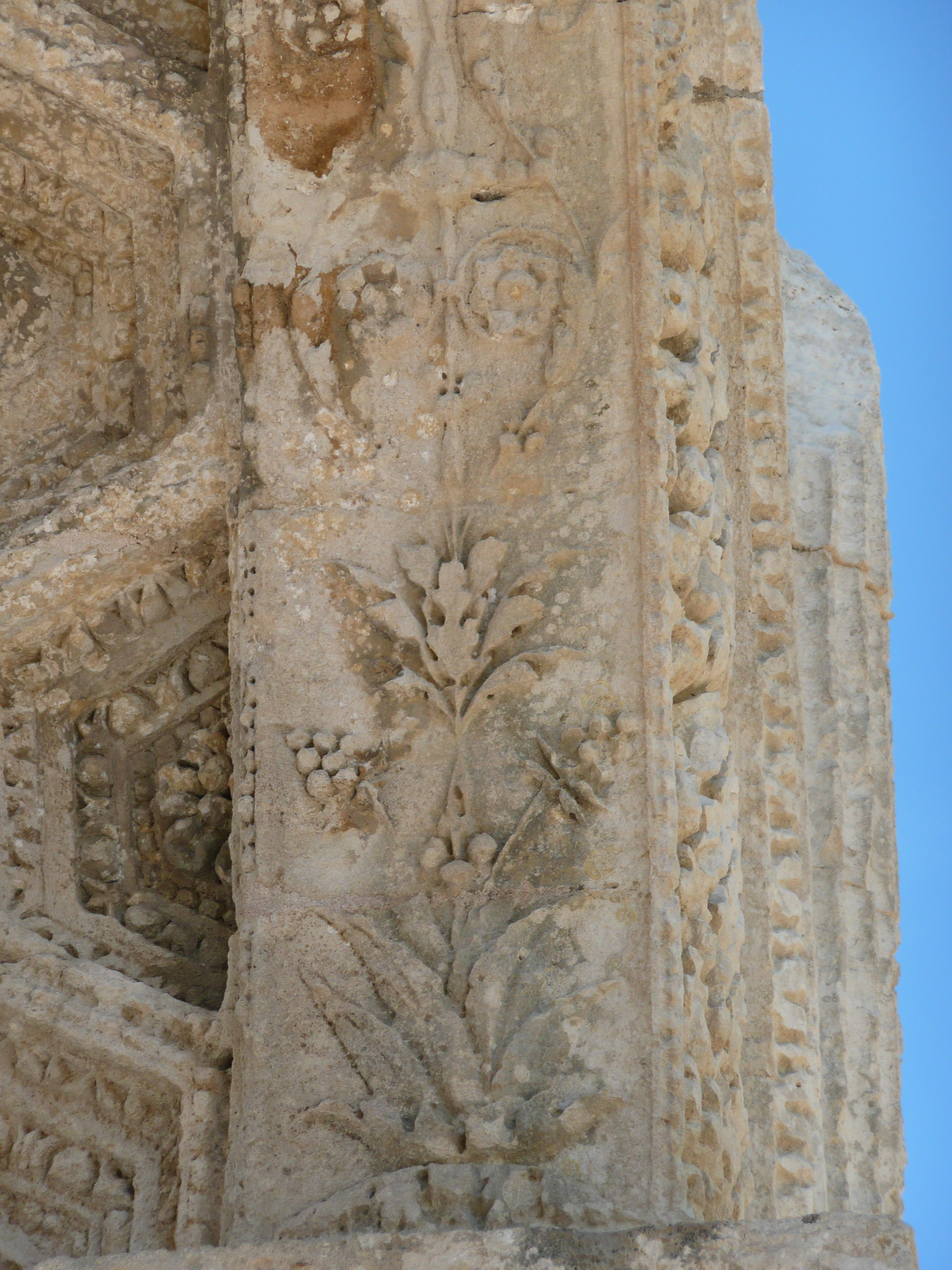
Kandelaberranke

## Bildschmuck
Unter den dekorativen Bildelementen des Bogens stechen die Zweifigurenreliefs zuseiten der Durchgänge besonders hervor und sind seit jeher Gegenstand der Diskussion und Interpretation. Jeweils ein gefangener Barbar mit auf den Rücken gefesselten Armen wird von einer weiteren Gestalt begleitet. Ein Tropaion, ein ursprünglich auf dem Schlachtfeld aufgestelltes Siegeszeichen, nimmt auf allen vier Reliefs die Bildmitte ein. Alle Reliefs sind dergestalt in die Säulenzwischenräume integriert, dass die Füße der Figuren in etwa ein Viertel der Säulenhöhe auf vorkragenden Gesimsen zu stehen kommen. Diese verjüngen sich abgetreppt nach unten und erwecken den Anschein, nicht dargestellte altarähnliche Statuenpostamente, die als Träger der Tropaia dienten, zu bekrönen.
Das linke Relief der Nordwestfassade zeigt neben dem Gefesselten eine kleinere und mit einem fransenverzierten Sagum bekleidete Person, die dem größeren und frontal gezeigten Barbaren die linke Hand auf dessen rechte Schulter legt. Auf dem rechten Relief ist neben dem in Dreiviertelansicht von hinten dargestellten Barbaren eine auf einem Waffenhaufen sitzende weibliche Gestalt zu sehen. Demgegenüber bringen die beiden Reliefs der Südostfassade stehende, sich vom Tropaion abwendende gefangene Barbarinnen als zweite Person zur Darstellung.
Zur Deutung der Figuren gibt es verschiedene Ansätze. Deutete man sie alle gleichermaßen als gefangene Barbaren, so wurden sie als Gallier, Germanen oder Personifikationen römischer Provinzen des Reiches gedeutet. Trennte man zwischen männlichen und weiblichen Gestalten, so wurden die weiblichen als Roma, Gallia oder Britannia aufgefasst. Zumeist sah man die Unterwerfung als zentrales Thema des Bildprogramms, das sich am offenkundigsten in der Geste des Handauflegens auf der Nordwestseite äußere. Pierre Gros schlug hingegen vor, in dieser Geste nicht das Abführen des unterlegenen Gegners, sondern ein Zeichen der Versöhnung, eine Einladung zur Teilhabe an den Vorzügen des Römischen Reiches zu sehen, ausgesprochen durch einen bereits romanisierten Gallier. Auch die übrigen Reliefs wurden in der Folge einer in dieser Richtung zielenden Interpretation unterworfen. Die auf dem Waffenhaufen sitzende weibliche Gestalt sei demnach nicht die besiegte Gallia, die Gallia devicta, sondern die siegreiche Roma als Sinnbild der pax Romana, des dauerhaften römischen Friedens während der Regierungszeit des Augustus. Dem wurde allerdings entgegengehalten, dass die weibliche Gestalt einen für Roma untypischen Fransenmantel trägt.
Dem Gegensatz zwischen der eher friedlichen oder die Vorzüge des Friedens aufzeigenden Nordwestseite und der von Gefangenen beiderlei Geschlechts als Drohung zu verstehenden Südostseite entsprechen weitere Details des Bogens. So tragen die Victorien der nordwestlichen Landseite, die man sah, wenn man die Stadt betrat, Lorbeerkranz und Palmzweig, die Victorien der Stadtseite hingegen römische Feldzeichen in den Händen. Selbst die Früchte der Girlanden auf den Archivolten unterscheiden sich, sind auf der Landseite reif, teils bereits geöffnet, auf der Stadtseite hingegen weniger weit entwickelt. Frieden und Reichtum verspricht demnach das Durchschreiten in Richtung Stadt, Krieg und Unterentwicklung folgen dem Verlassen der Stadt.

Barbarenreliefs der Fassaden
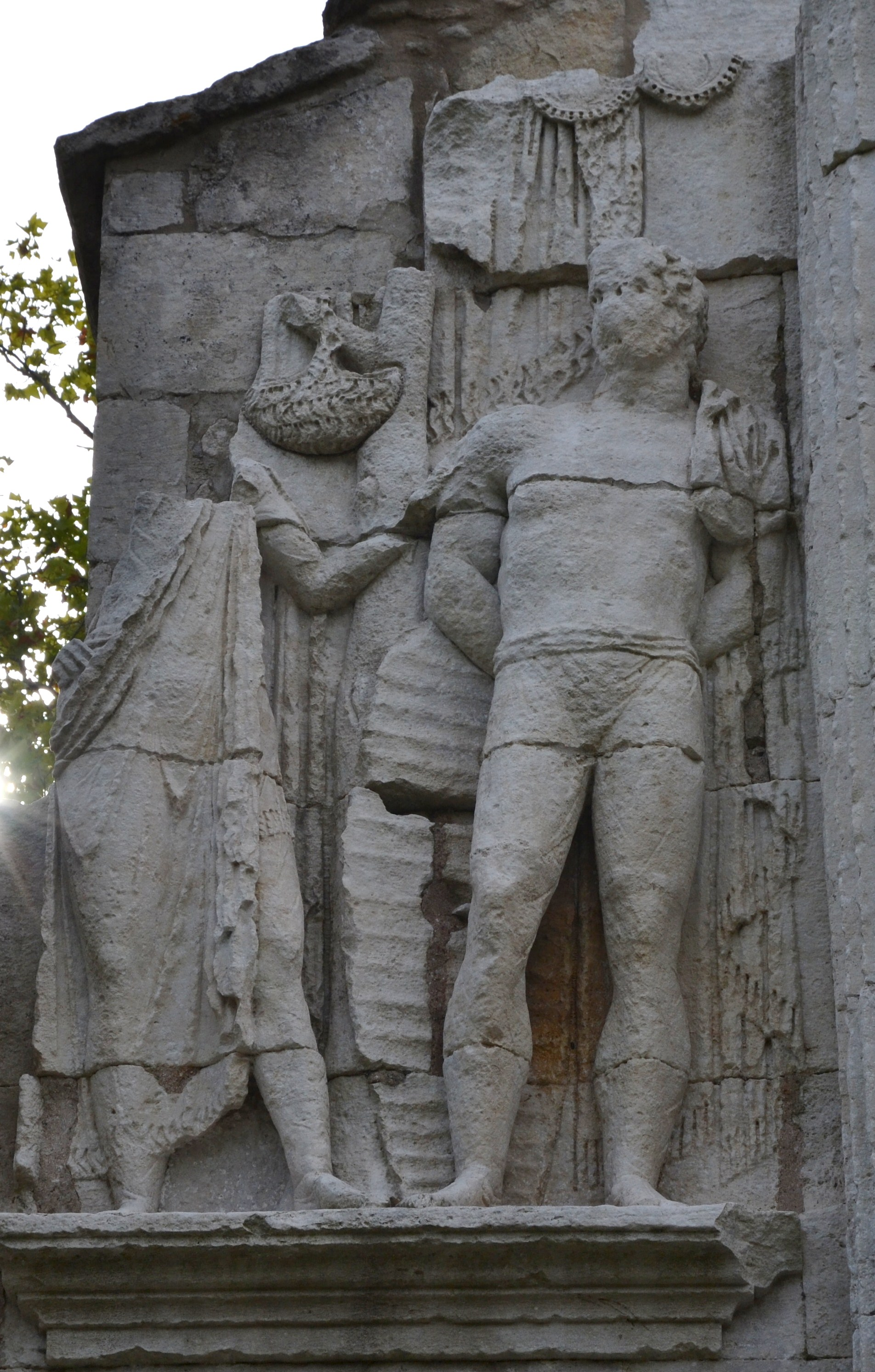
Linkes Relief der Nordwestfassade
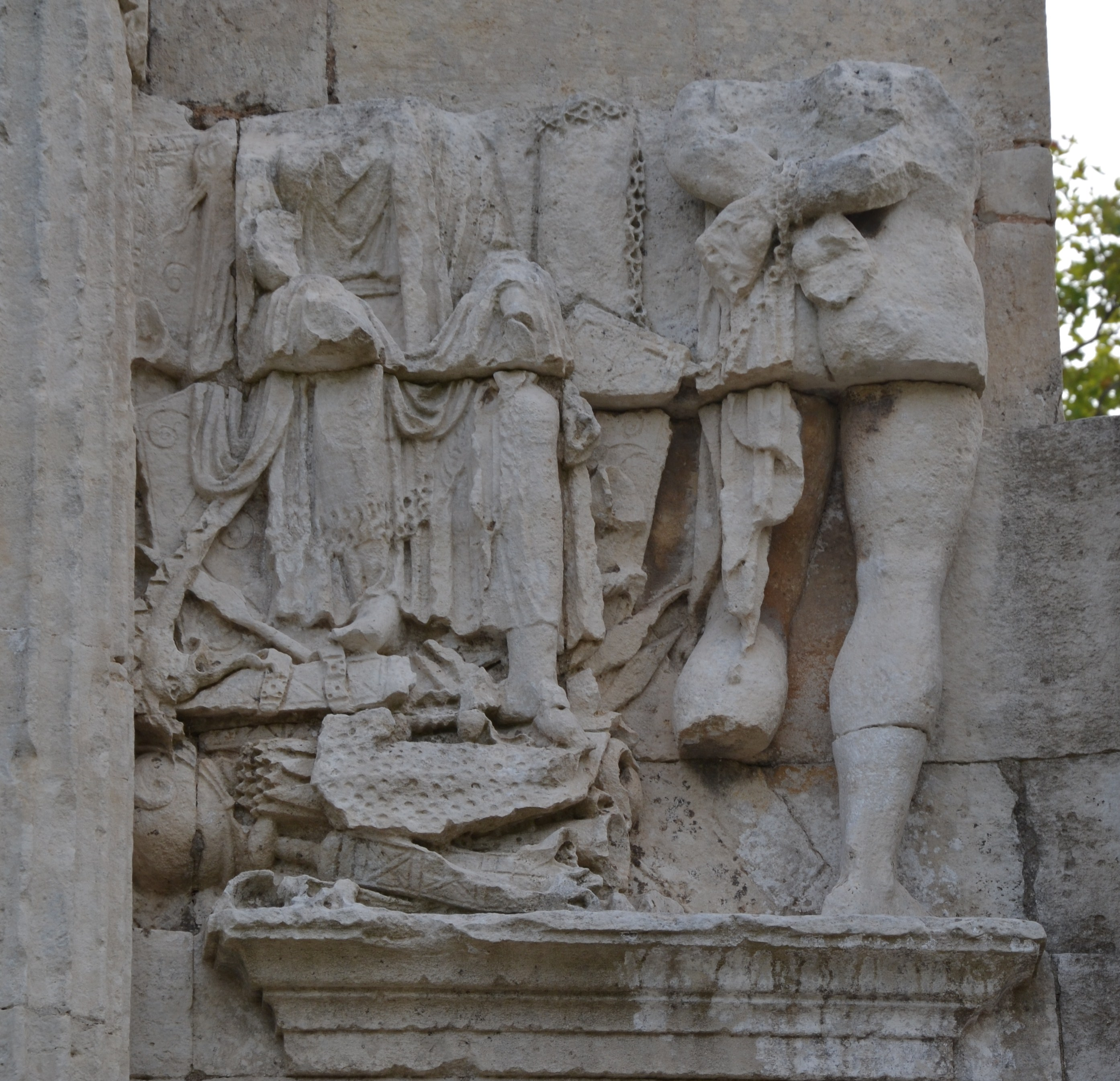
Rechtes Relief der Nordwestfassade
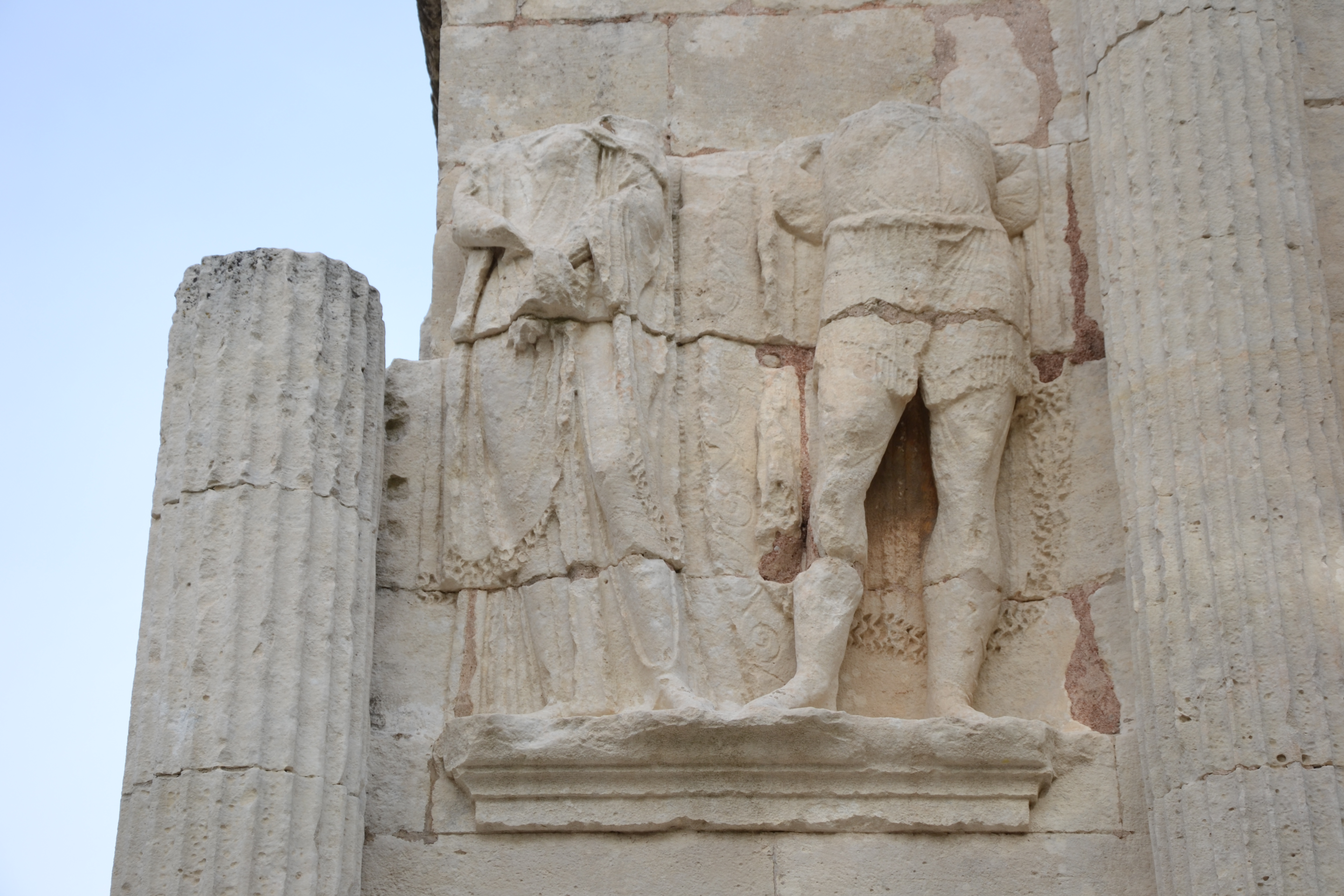
Linkes Relief der Südostfassade
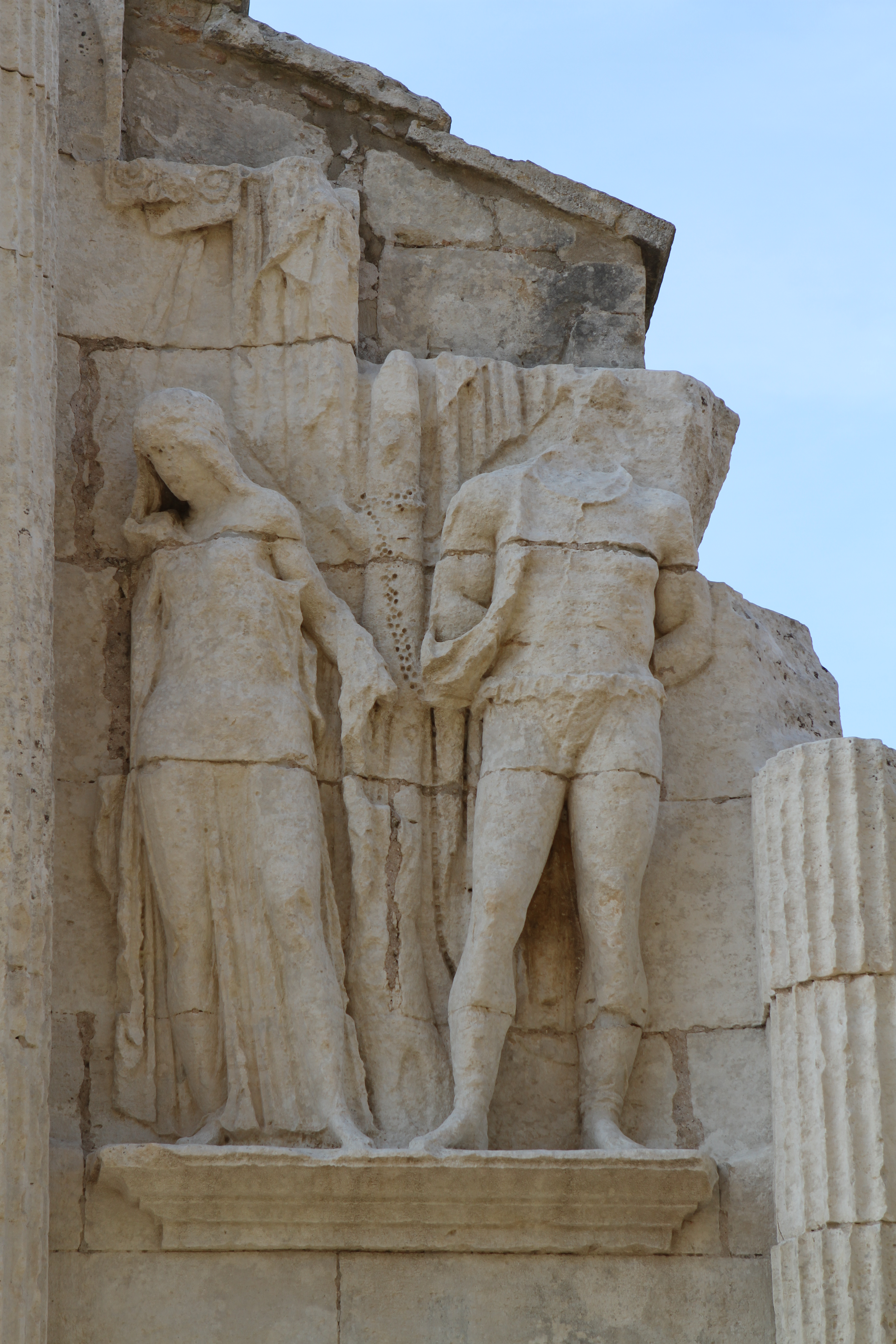
Rechtes Relief der Südostfassade

## Datierung
Aufgrund seiner Bauformen, insbesondere der Ausbildung der Girlanden an den Archivolten, aber auch wegen der deutlichen Nähe zu Dekordetails am Bogen von Orange wird der Bogen in Glanum in das Jahrzehnt zwischen 10 und 20 n. Chr. datiert. Ausgehend von seiner Datierung des Bogens in Orange in das späte 2. Jahrhundert, stellt James C. Anderson jr. auch diese gängige Datierung des Bogens in Glanum infrage. Anderson ist gezwungen, die bisherigen Datierungen der meisten römischen Bauten nicht nur in der Gallia Narbonensis, sondern auch in den westlichen Provinzen in Frage zu stellen, da sich sein Zeitansatz des Bogens in Orange mit dem, was man über die Entwicklung römischer Dekorformen, insbesondere des korinthischen Kapitells, aber auch anderer Elemente wie der Ranken und Girlanden bislang herausgearbeitet hat, nicht in Einklang bringen lässt. Dies konnte sich bislang nicht durchsetzen.

## Lage und städtebaulicher Kontext

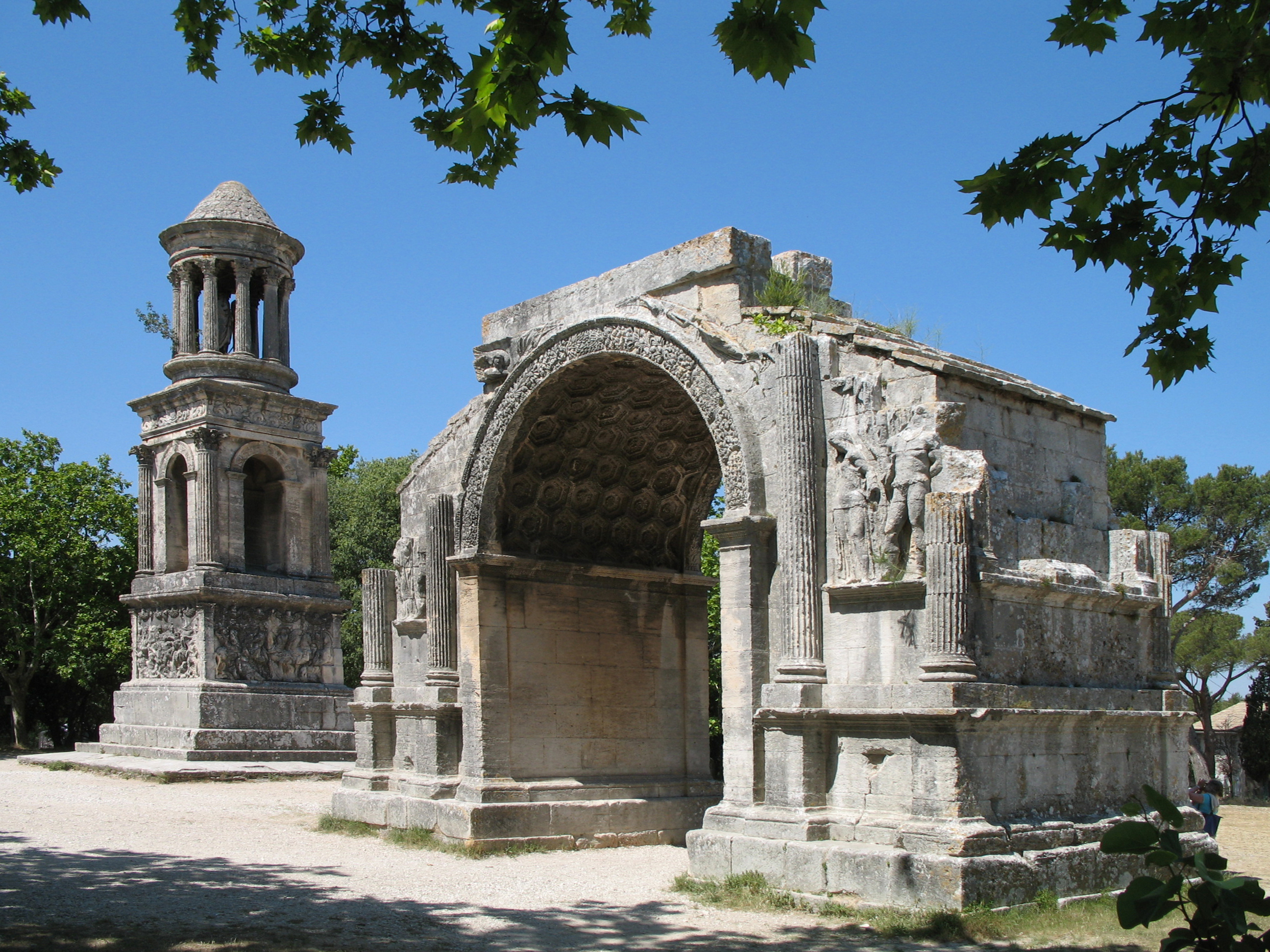
Die „Antiques“ von Glanum

Glanum, ein seit dem 6. Jahrhundert v. Chr. besiedelter keltischer Ort an einem alten Quellheiligtum, schmiegte sich in die Hügelkette der Alpilles, die sich südlich der Stadt erheben. Nach einem bereits seit dem 3. Jahrhundert v. Chr. erfolgten Ausbau zu einer griechisch-hellenistischen, Glanon genannten Stadt und der bereits Ende des 2. Jahrhunderts v. Chr. erfolgten römischen Besetzung Glanums führte wohl die Einnahme von Massalia im Jahr 49 v. Chr. auch zu einer Neugestaltung des Ortes. Zumindest wurden ab den späten 40er Jahren v. Chr. alte Gebäude und Anlagen nach und nach durch ein Forum, durch Portiken und Tempel ersetzt. Diese maßgeblich von Agrippa unterstützten Baumaßnahmen wurden vor allem in den beiden Jahrzehnten vor der Zeitenwende umgesetzt und gaben dem oppidum Latinum ein römisches Gepräge. Nach Abschluss der innerstädtischen Arbeiten wurde der Bogen am einzig bequemen Stadtzugang im Nordwesten errichtet und überspannte die durch das Rhonetal von Ernaginum kommende Straße, die nördlich der Alpilles Glanum mit den wichtigen römischen Verkehrswegen verband.

## Nachantike Geschichte

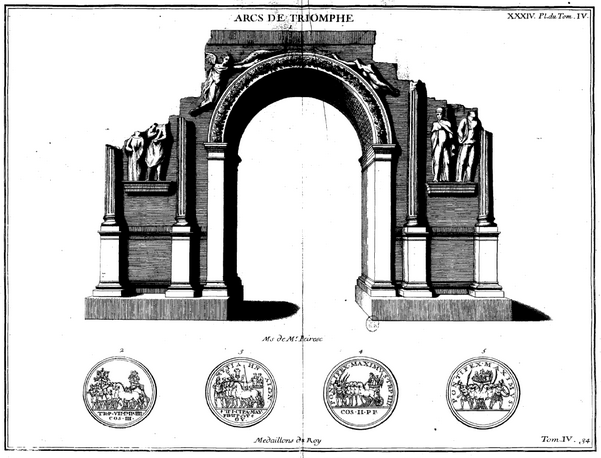
Stich von N. C. F. de Peiresc, 1610

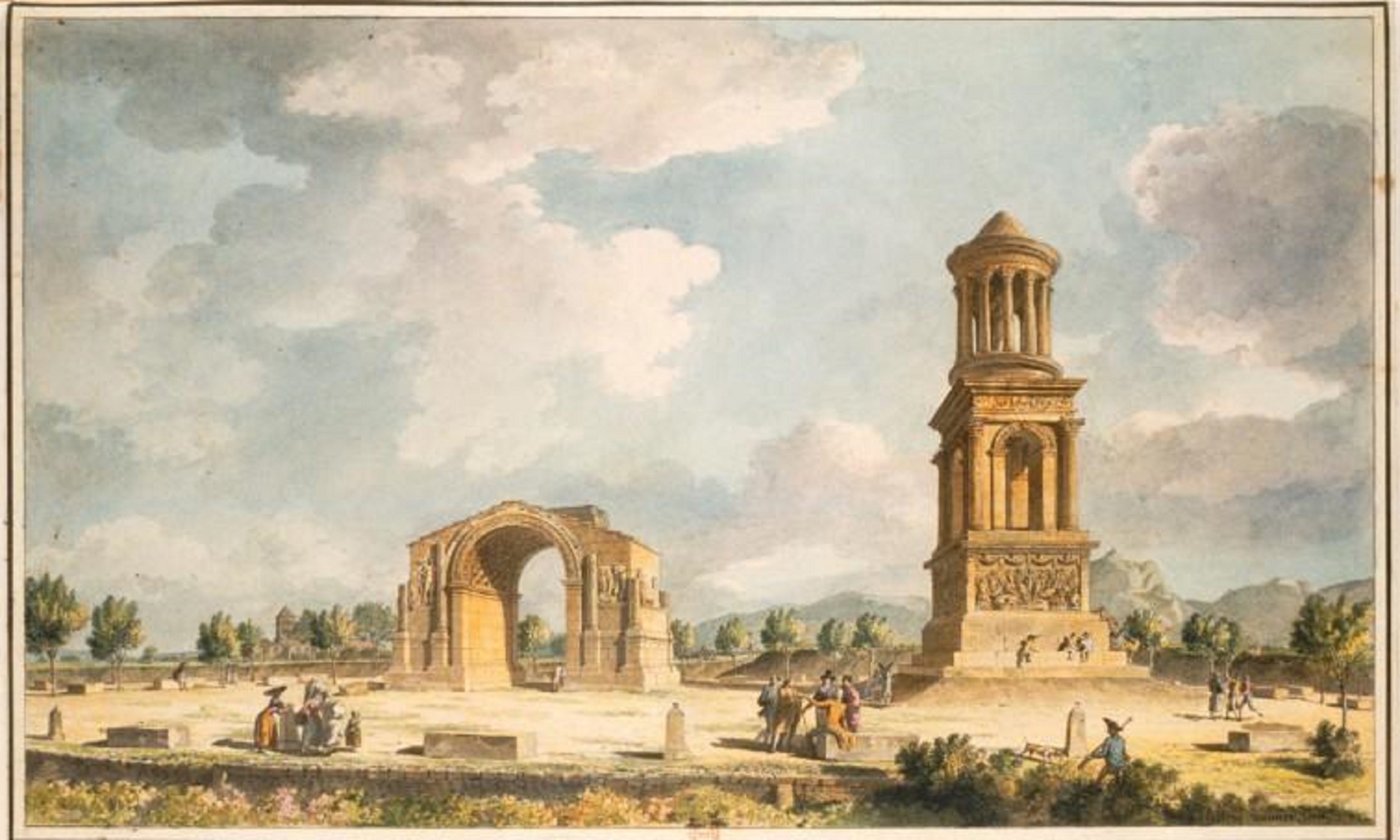
Die „Antiques“ im Jahr 1792

Erstmals 1343 erwähnt, war der Bogen während der Renaissance unter den Namen Portail Sarazin, Arc du trésor und Arc du Sex bekannt. Der Name Arc du Sex wurde von dem benachbarten Juliermonument übertragen, dessen Inschrift einen SEX(tus) nennt.
Der Bogen von Glanum ist Teil eines seit dem Anfang des 17. Jahrhunderts unter dem Namen „Les Antiques“ bekannten Ensembles zweier antiker Architekturen, deren weiteres Element das nur 12 Meter entfernt stehende Juliermonument von Saint-Rémy ist. Allerdings weisen die beiden Monumente untereinander keinen Bezug auf, vielmehr ist das Juliermonument mit seiner Inschrift auf die antike Straße ausgerichtet, die es folglich flankiert.
Im Jahr 1609 beklagte Pierre Rivarel in einem Gedicht den Zustand des Bogens und seine zunehmende Zerstörung durch Regenwasser. Bernard de Montfaucon publizierte 1724 in den Supplementen zu seinen L’Antiquité expliquée et représentée en figures einen Stich von Nicolas-Claude Fabri de Peiresc aus dem Jahr 1610, der erstmals den Bogen und seinen damaligen Zustand recht detailgetreu wiedergibt. Demnach fehlte bereits zu diesem Zeitpunkt der Aufbau des Bogens, die Bogenpfeiler waren in unregelmäßigen Stufen abgebrochen, der Bogendurchgang aber war unversehrt und oberhalb der Archivolte von einer glatten Steinlage abgedeckt.
An diesem Zustand änderte sich nichts, bis der Comte de Provence und spätere Louis XVIII im Jahr 1777 Saint-Rémy besuchte. Anlässlich dieses Ereignisses wurden die Bogenpfeiler so weit aufgemauert, dass man mit einer giebeldachähnlichen Form des oberen Abschlusses das Regenwasser ableiten konnte, um den weiteren Verfall zu verhindern. Zu dieser Zeit wurde auch der die „Antiques“ zu einem Ensemble zusammenfassende Platz geschaffen. In den Jahren 1817–1819 wurden offene Fugen verfüllt und der Bogen stabilisiert. Im Jahr 1840 wurde der Bogen zum monument historique erklärt und somit als bemerkenswertes Bauwerk unter Denkmalschutz gestellt.
Untersuchungen im 20. Jahrhundert erbrachten als Ergebnis, dass der über der Archivolte erhaltene glatte Steinblock nicht in seiner ursprünglichen Position liegt, die vermeintliche Architravfront lediglich die Stoßfläche eines Quaders war, der folglich ursprünglich eingebunden war. Es ist daher nicht zu entscheiden, ob eine vorauszusetzende Inschrift auf dem Architrav oder der Attika angebracht war.